# عبد الرحمن السفري
عبد الرحمن السفري لاعب كرة قدم سعودي يلعب حالياً في نادي الفيحاء.
لعب سابقاً في النادي الأهلي في الفئات السنية و احترف في لوليتيانو البرتغالي و لعب بعدها في نادي الاتحاد ونادي الوطني ونادي جدة ونادي ضمك ونادي القادسية.

## روابط خارجية
- عبد الرحمن السفري على موقع Soccerway.com (الإنجليزية)
- عبد الرحمن السفري على موقع كووورة